# Коваленко, Александр Андреевич
Александр Андреевич Коваленко (7 февраля 1909, Киев — 21 июня 1984, Москва) — советский лётчик-ас истребительной авиации ВВС Северного флота в годы Великой Отечественной войны, Герой Советского Союза (14.06.1942). Гвардии подполковник (1.06.1945).

## Биография
Родился 7 февраля 1909 года в семье рабочего в Киеве. Детство было трудным: в Гражданской войне погибли два его брата, а родители умерли от голода и эпидемий, некоторое время он даже беспризорничал, затем батрачил и работал пастухом. Случайно встреченные друзья отца отвезли мальчишку в Киев и определили в школу. Окончил 7 классов. Работал стеклодувом на Киевском стекольном заводе.
Член ВКП(б) с 1932 г.
В Красной Армии с 1932 года. Окончил 1-ю военную школу пилотов имени Мясникова в 1933 году. Направлен для прохождения службы в ВВС Белорусского военного округа, где с декабря того же года был пилотом штурмовой эскадрильи в 252-й авиационной бригаде. С июля 1935 года — пилот-инструктор и инструктор-лётчик 40-го авиатренировочного отряда 40-й авиабигады, а с августа 1938 года — командир звена в 15-м истребительном авиаполку того же округа. Принимал участие в освободительном походе советских войск в Западную Белоруссию (сентябрь 1939 г.) и в советско-финской войне (1939—1940 гг.).
В марте 1940 года переведён из ВВС РККА в ВВС ВМФ СССР, и получил назначение командиром звена в 72-й смешанный авиационный полк ВВС Северного флота, где его командиром стал комэск Борис Сафонов.
Участвовал в Великой Отечественной войне с 22 июня 1941 года. Весь его фронтовой боевой путь прошёл в рядах 72-го смешанного авиационного полка ВВС Северного флота, который за образцовое выполнение боевых задач и массовый героизм личного состава приказом Наркома ВМФ СССР № 10 от 18 января 1942 года получил гвардейское звание и был переименован во 2-й гвардейский смешанный Краснознамённый авиационный полк ВВС СФ (позднее, 14 октября 1942 года, в связи с выводом из его состава бомбардировочной и минно-торпедной эскадрилий, полк был переименован во 2-й гвардейский истребительный Краснознамённый авиационный полк ВВС Северного флота).
Участвовал в обороне Заполярья, в защите с воздуха Мурманска и главной базы Северного флота Полярного, в прикрытии с воздуха конвоев в Баренцевом море, в атаках на немецкие аэродромы и объекты в Северной Норвегии. При бомбардировке аэродрома немецкой авиацией 17 июля получил ранение, вернулся в строй из госпиталя в начале августа. Первую воздушную победу одержал 15 августа 1941 года, сбив над Мурманском немецкий Ме-110. Уже в июле 1941 года стал помощником (а вскоре заместителем) командира эскадрильи, одержав совместно с своим командиром Б. Ф. Сафоновым несколько воздушных побед. В октябре 1941 года, после назначения Б. Сафонова командиром 78-го истребительного авиаполка ВВС СФ, Александр Коваленко назначен вместо него командиром эскадрильи.
Весь 1941-й год воевал на истребителе И-16 (на котором одержал большинство своих побед), в 1942—1943 годах летал на ленд-лизовских истребителях Харрикейн, Киттихаук и Аэрокобра.
К маю 1942 года командир эскадрильи 2-го гвардейского истребительного авиационного полка (ВВС Северного флота) гвардии капитан А. А. Коваленко совершил 146 боевых вылетов, в 22 воздушных боях сбил лично 9 и в группе 6 самолётов противника (в наградном листе говорится о 11 личных и 7 групповых победах).
Указом Президиума Верховного Совета СССР «О присвоении звания Героя Советского Союза начальствующему составу Военно-морского флота» от 14 июня 1942 года за «образцовое выполнение боевых заданий командования на фронте борьбы с немецкими захватчиками и проявленные при этом отвагу и геройство» гвардии капитану Александру Андреевичу Коваленко присвоено звание Героя Советского Союза с вручением ордена Ленина и медали «Золотая Звезда».
К январю 1943 года командир эскадрильи того же полка гвардии майор А. А. Коваленко выполнил 207 боевых вылетов, провёл 38 воздушных боёв, сбил лично 13 и в группе 6 самолётов. В этом месяце был отстранён от боевой работы по состоянию здоровья. Направлен на учёбу на Высшие курсы офицерского состава ВВС ВМФ, которые окончил в 1944 году. С января 1944 года служил помощником командира 3-го учебного авиационного полка по лётной подготовке и воздушному бою ВВС Северного флота.

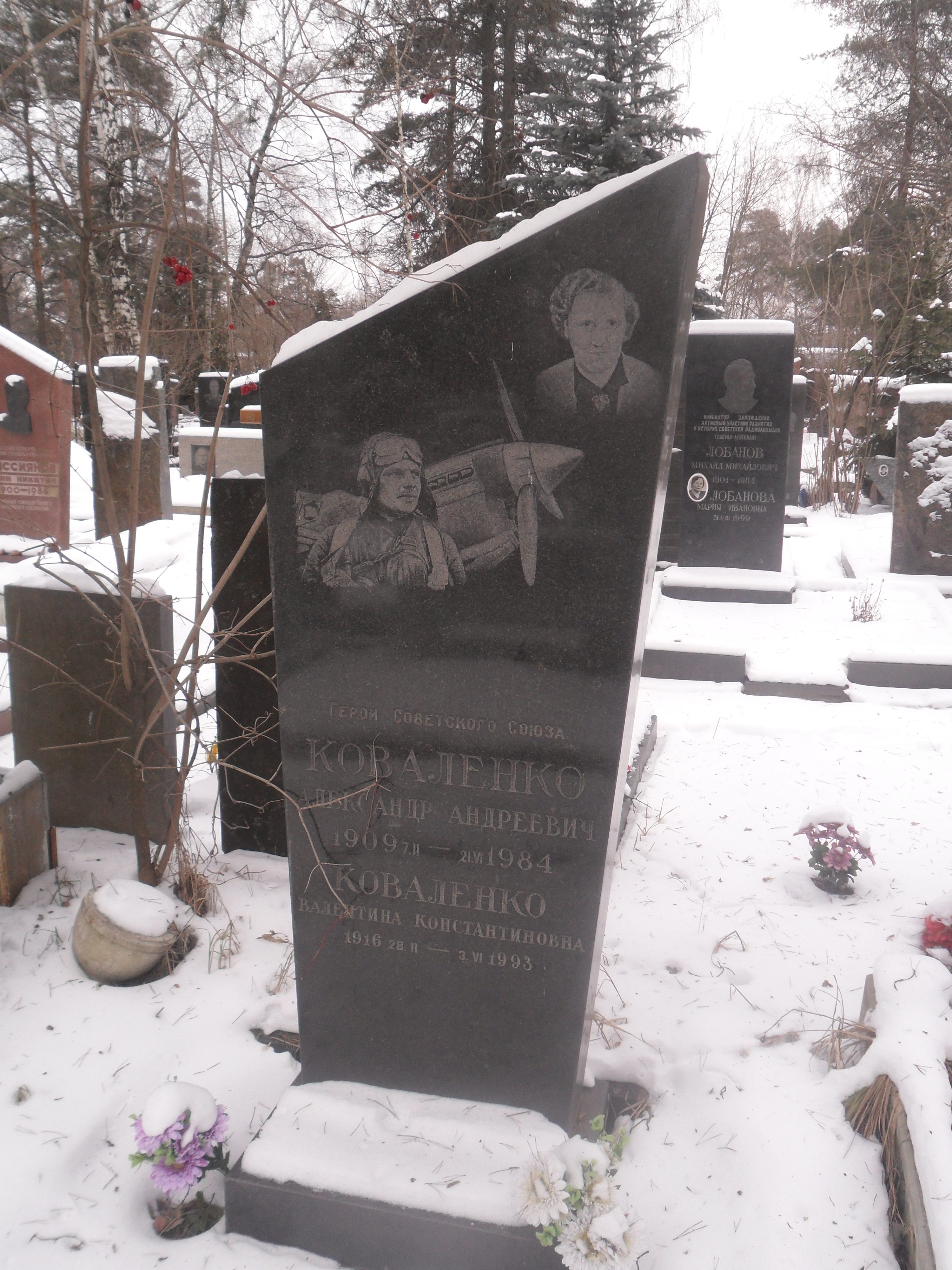
Могила А. А. Коваленко на Кунцевском кладбище Москвы.

С июня 1945 года гвардии подполковник А. А. Коваленко — в запасе (результатом долгой службы в Заполярье стала инвалидность 2-й группы).
Жил в Москве. В 1946—1956 годах работал начальником отдела кадров Московского физико-технического института. Умер 21 июня 1984 года. Похоронен на Кунцевском кладбище в Москве.

## Награды
- Медаль «Золотая Звезда» Героя Советского Союза (14.06.1942)
- Орден Ленина (14.06.1942)
- Два ордена Красного Знамени (8.09.1941, 13.02.1942)
- Орден Отечественной войны I степени
- Медаль «За боевые заслуги» (3.11.1944)
- Медаль «За оборону Советского Заполярья» (1945)
- Медали СССР
- Крест «За выдающиеся лётные заслуги» (Великобритания; 19 марта 1942)[11].

## Мемориальные места
- Бюст А. А. Коваленко, в числе 53-х лётчиков-североморцев, удостоенных звания Героя Советского Союза, установлен в пос. Сафоново на Аллее Героев около музея ВВС СФ.
- Имя Героя Советского Союза Александра Андреевича Коваленко присвоено самолёту МиГ-31 174-го гвардейского Краснознамённого Печенгского истребительного авиационного полка им. Б. Ф. Сафонова.